# Hjemlige eventyr
Hjemlige eventyr är ett musikalbum från 1988 av den danska sångerskan Trille som utgavs på skivbolaget Exlibris (EXL 30 035). Albumet utgavs ursprungligen på LP och CD och återutgavs 2010 i CD-boxen Hele Balladen.

## Låtlista

### Sida A
1. Cadillac og laksko  4:51
2. Til glæden  2:41
3. Vores prinser og prinsesser  5:08
4. Når natten er nærved og næsten  4:43
5. Stellas tårebrød  4:13

### Sida B
1. Hans og Molly  4:06
2. Hjælpeånden 5:25
3. Mig og mit spøgelse 4:18
4. Maries lille ørkensang 4:21
5. Glæder mig til lige nu  2:47